# Wilhelm Cappilleri

Wilhelm Cappilleri

Wilhelm Cappilleri, auch Capilleri oder Cappileri (* 21. November 1834 in Salzburg; † 3. Juli 1905 in Stillfried) war ein österreichischer Schriftsteller, Schauspieler, Theaterdirektor und Dramaturg.

## Leben
Capilleri war der Sohn eines Geometers und kam zweijährig nach Wien, wo er später am Konservatorium studierte. 1863 ging er nach Czernowitz. Von 1864 bis 1865 soll er das deutsche Theater in Brody geleitet haben. Später wirkte er als Schauspieler und Dramaturg in Hamburg. Im Jahr 1868 zog er nach Wien und widmete sich der Schriftstellerei. Er soll außerdem Journalist bei der Adelszeitung gewesen sein.
Am 22. April 1869 heiratete er die Schriftstellerin Hermine Cziglér von Ény-Vecse in Ofen.
Capilleri starb plötzlich bei einem Aufenthalt in Stillfried und wurde dort am 5. Juli 1905 bestattet, dann aber am 27. Oktober 1906 am Wiener Zentralfriedhof in einem Ehrengrab begraben (Gruppe 0, Reihe 1, Nummer 41).

## Werke

### Gedichtbände
- Blüten und Blätter. Dichtungen. Albert A. Venedikt, Wien 1860. (Digitalisat)
- Buchenblätter. Dichtungen aus der Bukowina. Rudolf Eckhardt, Czernowitz 1864. (Digitalisat)
- Thauperlen. Gedichte. Carl Jilg, Bruck an der Mur 1881. (Digitalisat)
- Zeitlichtln. Gedichte in oberösterreichischer Volksmundart. Stemler und Lorius, Wien 1876. (Volltext der Ausgabe von 1878)
- Brennesseln. Humoristisch-satyrische Gedichte. Hoffmann & Ohnstein, Leipzig 1879. (Digitalisat)
- Der fahrende Sänger. Gedichte. Daberkow, Wien 1890.
- Aus der Kinderstube. Karl Graufer, Wien 1897.

### Bühnenstücke
- Auf die Minute, oder Ultimo. Original-Lustspiel in einem Akt. Hamburg 1867. (Digitalisat)
- Silvesterbild. Festspiel. 1868. [ohne Nachweis]
- Der Fuchs in der Schlinge. Comoedia metamorphosa (Original) in einem Acte. Wallishausser, Wien 1869. (Volltext)
- Eine Frauengrille. Original-Lustspiel in einem Act. Wallishausser, Wien 1873. (Volltext)
- Dienstboten-Strike. Humoristisches Zeitbild mit Gesang in 1 Act. F. Kühkopf, Korneuburg 1873. (Digitalisat)
- Mondkönigin. Original-Zaubermärchen mit Gesang und Tanz in drei Acten und X Bildern. F. Kühkopf, Korneuburg 1874.
- Der Wundertraum. Zaubermärchen. 1898. [ohne Nachweis]